# بیشینی
بیشینی (به چکی: Běšiny) یک منطقهٔ مسکونی در جمهوری چک است که در ناحیه کلاتووی واقع شده‌است. بیشینی ۱۶٫۰۲ کیلومتر مربع مساحت و ۸۱۲ نفر جمعیت دارد و ۴۸۲ متر بالاتر از سطح دریا واقع شده‌است.